# Долина смерті (Сибір)
Вілюйська долина смерті або просто Долина смерті — місцевість в Якутії в районі долини річки Вілюй, де, згідно з легендами, в землі приховані дивні металеві об'єкти, що становлять небезпеку для всього живого. Якути обходять стороною цей глухий район. За легендами там є виступаюча із землі плеската арка під якою розташовані безліч металевих кімнат, де навіть в найлютіші морози тепло як влітку. За цими ж легендами у давнину знаходилися серед місцевих мисливців смільчаки, що ночували в цих приміщеннях, але потім вони починали сильно хворіти, а той, хто ночував кілька разів, вмирав.
Незважаючи на відсутність достовірних свідоцтв про цей район, в 2007 році він був включений до конкурсу «Сім чудес Росії».